# Pseudencyrtus milovidovi
Pseudencyrtus milovidovi is een vliesvleugelig insect uit de familie Encyrtidae. De wetenschappelijke naam is voor het eerst geldig gepubliceerd in 2007 door Trjapitzin.